# Deuterodiscoelius ephippium
Deuterodiscoelius ephippium är en stekelart som först beskrevs av Henri Saussure 1855.  Deuterodiscoelius ephippium ingår i släktet Deuterodiscoelius och familjen Eumenidae. Inga underarter finns listade i Catalogue of Life.